# Berberomeloe
Berberomeloe es un género dentro de la tribu Lyttini de la familia Meloidae, (escarabajos aceiteros). Incluye dos especies, la aceitera común, Berberomeloe majalis, y el menos llamativo Berberomeloe insignis. Hasta hace poco, estas especies estaban incluidas en el género Meloe, que se trata en la tribu Meloini; la colocación de lo que antes se llamaba Meloe majalis en lugar de un género dentro de la tribu Lyttini fue propuesta por Bolonia (1988) y ha ordenado la aceptación general. 
Como señala Bologna, hace mucho tiempo que se sabía que el desarrollo larvario del escarabajo rojo del agua era muy diferente al de la mayoría de las especies colocadas en Meloe, por lo que algunos autores lo trataron dentro del género Trichomeloe de Lyttini. Sin embargo, la especie no encaja en ningún otro género de Lyttini, ya que tiene una combinación única de caracteres autapomórfico, a saber, élitros reducidos, sin alas y antenas modificadas, por lo que Bolonia propuso el nuevo género. Bolonia imaginó[cita requerida] que otras especies actualmente ubicadas en Meloe podrían resultar anómalas una vez que se haya estudiado por completo su desarrollo larvario. Sin embargo, la adición de una segunda especie a Berbermeloe se produjo por una ruta diferente: García-París (1998). revivió el nombre insignis, que se pensó que era simplemente un sinónimo de majalis, para describir una rara y distinta población endémica de las provincias españolas de Granada, Almería y Murcia. Los individuos de este tipo diferían de la típica B. majalis en varias características anatómicas, y por lo tanto, García-Paris argumentó que se les debería dar el estado de especie y también deberían colocarse en Berberomeloe. El género Berberomeloe es endémico del Mediterráneo occidental, específicamente la península ibérica, Francia, Argelia, Marruecos y Túnez.
La coloración en la especie Berberomeloe majalis (Linnaeus, 1758) se caracteriza por la presencia de brillantes rayas transversales de color rojo sangre o naranja a través de un abdomen negro sólido hinchado (la longitud de este escarabajo
Puede alcanzar hasta 9 cm). Sin embargo, B. majalis varía ampliamente en color. Las poblaciones de especímenes completamente negros sin ninguna marca roja se encuentran dispersas en gran parte del rango de distribución de B. majalis. Estas poblaciones a menudo se encuentran cerca de las poblaciones que consisten en especímenes de rayas rojas, pero ambos morfos parecen estar espacialmente separados y no se han encontrado series mixtas en el campo. Enteramente negro y rojo los especímenes rayados de Berberomeloes majalis son igualmente venenosos.